# Eduardo Alonso González
Eduardo Alonso González (Murias de Aller, 1944) es un escritor de Asturias (España).

## Biografía
Aller, Asturias, 1944. Desde su jubilación reparte el tiempo entre Valencia y la aldea asturiana. Licenciado en Filología románica por la universidad de Oviedo. Catedrático de literatura del instituto Benlliure de Valencia. Profesor asociado de Literatura contemporánea de la Universidad Literaria de Valencia (1987-1992), maestro (2016) en una escuela de Cobán, Guatemala. Dictó conferencias en las universidades de Bolonia, Fez, Madrid, El Cairo y Nueva York, talleres de escritura literaria y lecciones a profesores y estudiantes de Tánger, México, Colombia, Perú, Chile y Argentina; 
- Obtuvo los premios de novela Ateneo Jovellanos de Gijón, Villa de Bilbao con El mar inmóvil   y el Azorín con El insomnio de una noche de invierno; premio de relatos “Ciudad de San Sebastián” y “Gabriel Miró”; y el “Blasco Ibáñez” de periodismo.
- · Ha publicado 27 libros, alguno con el seudónimo Eduardo Alonso Murias.
- · Es autor de 11 novelas, 2 libros de relatos, 3 biografías y 12 adaptaciones de obras clásicas, leídas por cientos de miles de estudiantes de España y América. El Tirant lo Blanc se ha editado con el seudónimo Ismael Torres. La adaptación del Quijote ha sido desde 2005 obra de lectura de medio millón de bachilleres. Está traducida al coreano y, en proceso, al árabe.
- · En los diarios La Nueva España de Oviedo y Levante de Valencia ha publicado unos 400 artículos, y en la revista Leer, artículos de tema diverso.
- ·   Es autor de docena y media de estudios literarios en revistas y libros colectivos.

NOVELAS
1.  Chuso Tornos, peso pluma, Cañada, Gijón, 1967;
2.  El mar inmóvil, premio Villa de Bilbao, El Sitio, Bilbao, 1980
3.  La enredadera (F. Torres Valencia, 1980;
4.  El insomnio de una noche de invierno
5.  (premio Azorín, Anagrama,1984);
6.  Los jardines de Aranjuez, Anagrama, 1986
7.  Flor de jacarandá (El Aleph, Barcelona, 1991);
8.  Villahermosa (Espasa Calpe, 1993);
9.  Palos de ciego (ed. Acento, 1997);
10.  El gato de Troya (ed. Alba, 1997);
11. Un año irrepetible (ed. Bromera, 2005)
APTACIONES DE CLÁSICOS  (en Vicens Vives)
1.    El Quijote
2.    El Lazarillo,
3.    La Celestina
4.    Robinson Crusoe
5.    Kim
6.    Veinte mil leguas de viaje submarino
7.    Viaje al centro de la Tierra
8.    El barón de Munchaunsen
9.    El primer viaje alrededor del mundo
10.    Tirant lo Blanc
11.    Cuatro novelas ejemplares de Cervantes
12.    La primera vuelta al mundo (Alfar, Sevilla, 2020)
CUENTOS
1.    El amor en invierno, Acento, Madrid, 1999
2.    Apátridas, ed.Laria, Oviedo, 2006 
BIOGRAFÍAS
1.    Cervantes (V. Vives, 2011)
2.    Ana Frank (V. Vives, 2018)
3.    Marie Curie ( V. Vives, 2020)
ESTUDIOS LITERARIOS
1.    Montaje, tipos y formas de ‘La casa Verde’, Archivum XVIII, Universidad de Oviedo, 1968, págs. 203-232
2.    Estructura y tiempos en ‘La voluntad’, Anales azorinianos, n.º 1, 1983.págs. 106-125.
3.    Introducción y notas a ‘La colmena’, Espasa Calpe. col., Austral, págs., 5.46 y 342-384 Madrid 1ª ed. 1997
4.    Comentario de textos narrativos: el espacio en la novela, II Simposio de Lengua y Literatura española, Valencia, 1982, págs., 83-101.
5.    Notas para una historia del ‘mester de tiranía’, Anales de la UNED Alzira, n.º 3, 1983- págs. 113-149.
6.    Memorias y mesteres de Arcadio López Casanova, Albaida, año I, n.º 3, 1977, págs., 16-18.
7.    Cuatro poetas del 27. Foro ediciones, Valencia, 1998, 48 págs.
8.    Soledades, galerías otros poemas, Foro ediciones, Valencia, 1998, 50 págs.
9.    Cómo enseñar literatura en tiempos de perplejidad, en Literatura: creación y enseñanza, Madrid, ediciones del Orto 1997, págs.54-66.
10.       Quevedo, sombra que sucesivo anhela el viento, Universidad Complutense Cisneriana Madrid, 1996, págs.., 355-364.
11.       Vicente Soto, calidad de tiempo, en Homenaje al prof. José Mª Cachero, Univ. de Oviedo,
12.       La fabulación “como si”, en La creación literaria de Torrente Ballester, ed. Tambre, 1997, 13-23